# Jeremy Michael Boorda
Jeremy Michael Boorda, ameriški admiral, * 26. november 1939, South Bend, Indiana, † maj 1996.
Boorda je bil prvi (in do zdaj edini) načelnik pomorskih operacij ZDA, ki se je na ta položaj prebil iz mornarskega čina.